# Conferenza di pace di Trebisonda

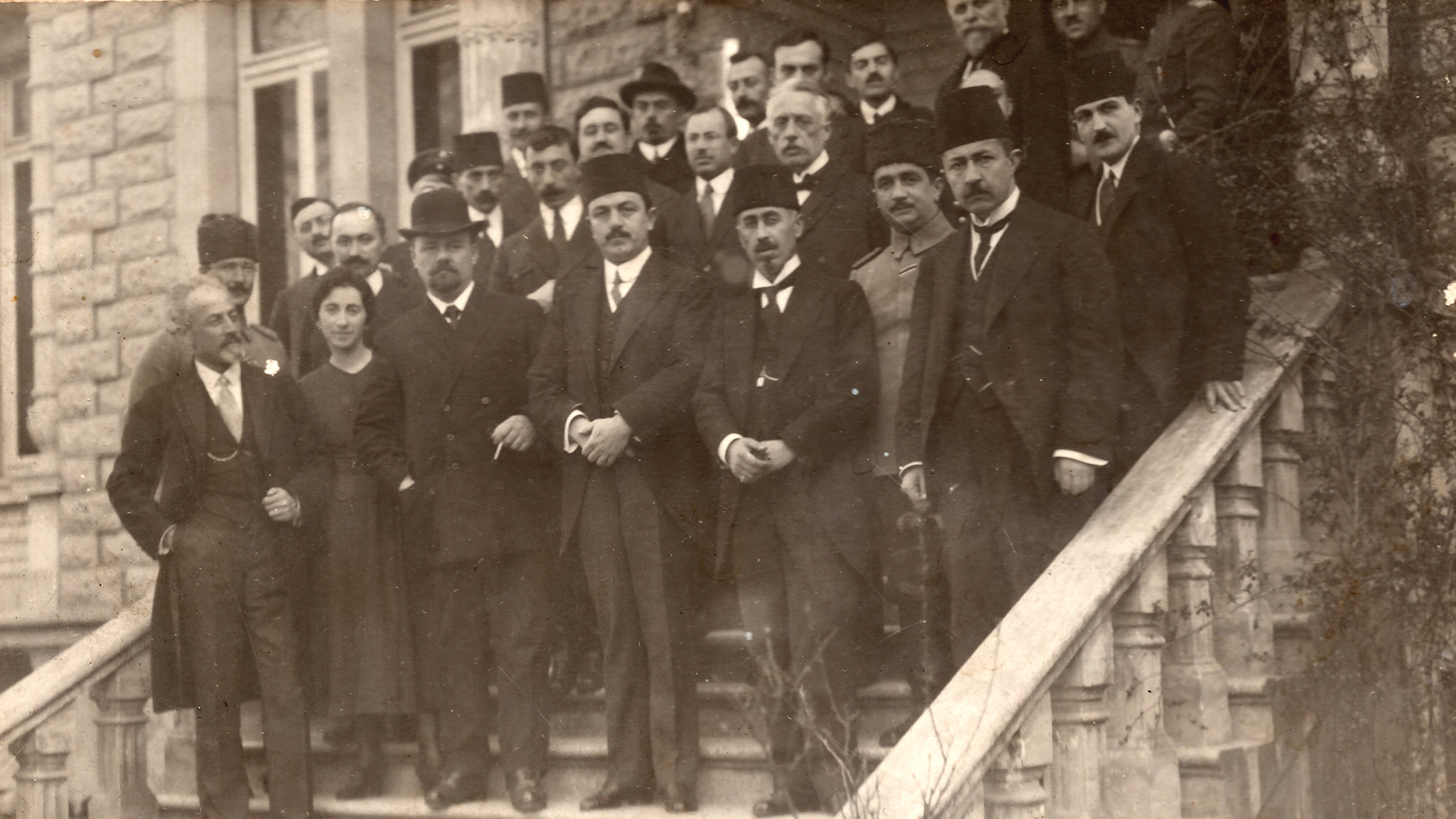
Conferenza di pace di Trebisonda

La conferenza di pace di Trebisonda (marzo - aprile 1918) si tenne a Trebisonda fra i rappresentanti dell'Impero ottomano  e una delegazione della Repubblica Federale Democratica Transcaucasica (Dieta o Sejm della Transcaucasia). La sessione di apertura della conferenza si tenne il 14 marzo 1918. I partecipanti erano il viceammiraglio Rauf Bey per l'Impero ottoman, Akaki Chkhenkeli e per la delegazione del Transcaucaso. L'armistizio di Erzincan firmato da russi ed ottomani ad Erzincan il 5 dicembre 1917 aveva concluso il conflitto armato fra Russia ed Impero ottomano, impegnati nelle campagne di Persia e del Caucaso del teatro di guerra del Medio Oriente.
L'armistizio fu seguito dal trattato di Brest-Litovsk del 3 marzo 1918, firmato dalla RSFS Russa e dagli Imperi centrali, trattato attraverso il quale la Russia usciva dalla prima guerra mondiale.
L'Impero ottomano e la Repubblica Federale Democratica Transcaucasica si ritrovarono a dover negoziare sui nuovi confini, una trattativa complicata dal fatto che gli ottomani consideravano la delegazione transcaucasica come dei rappresentanti dei popoli della regione e non come rappresentanti di uno stato.